# Tesla Cyberquad

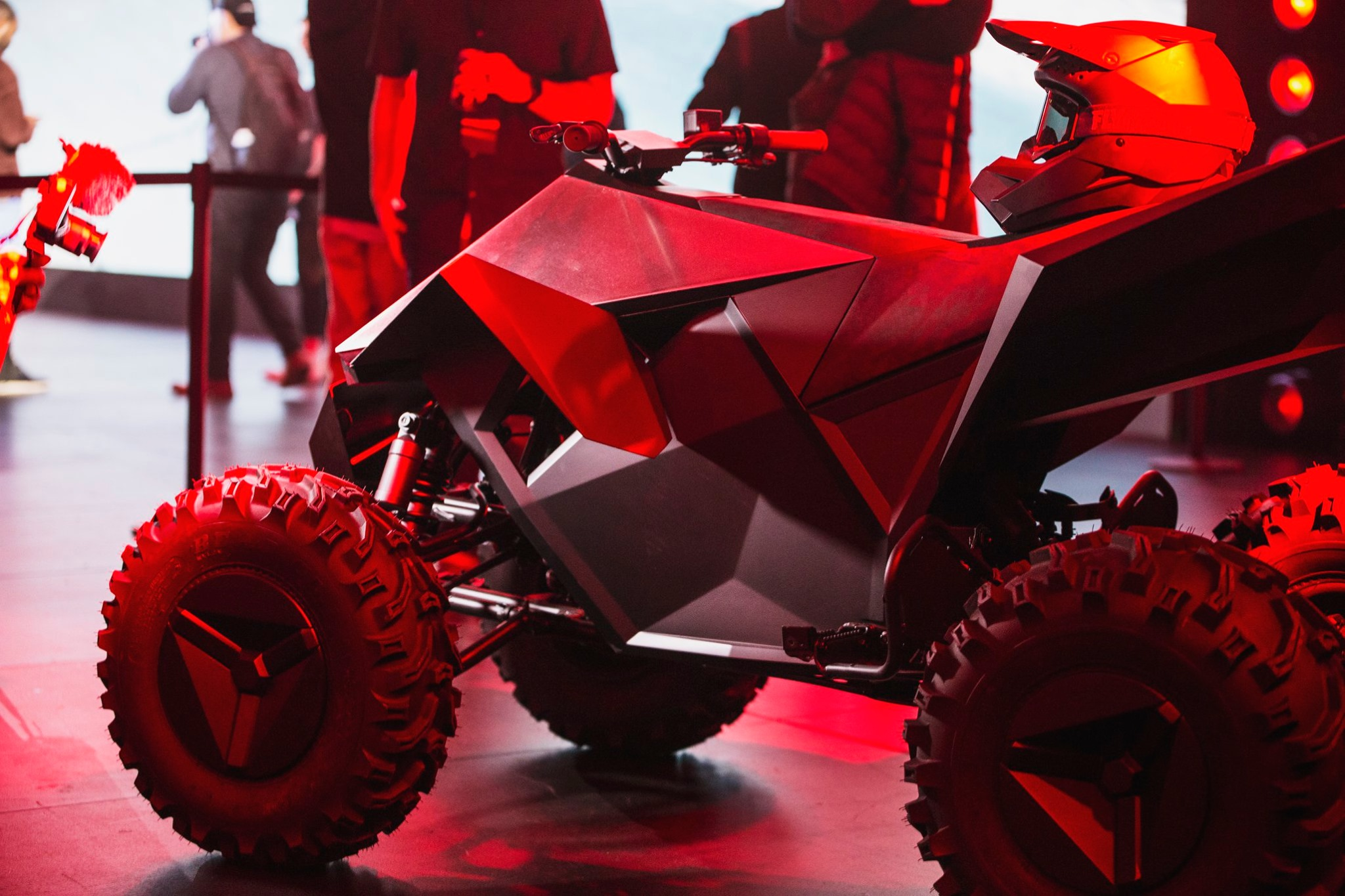
Ein Prototyp des Cyberquads

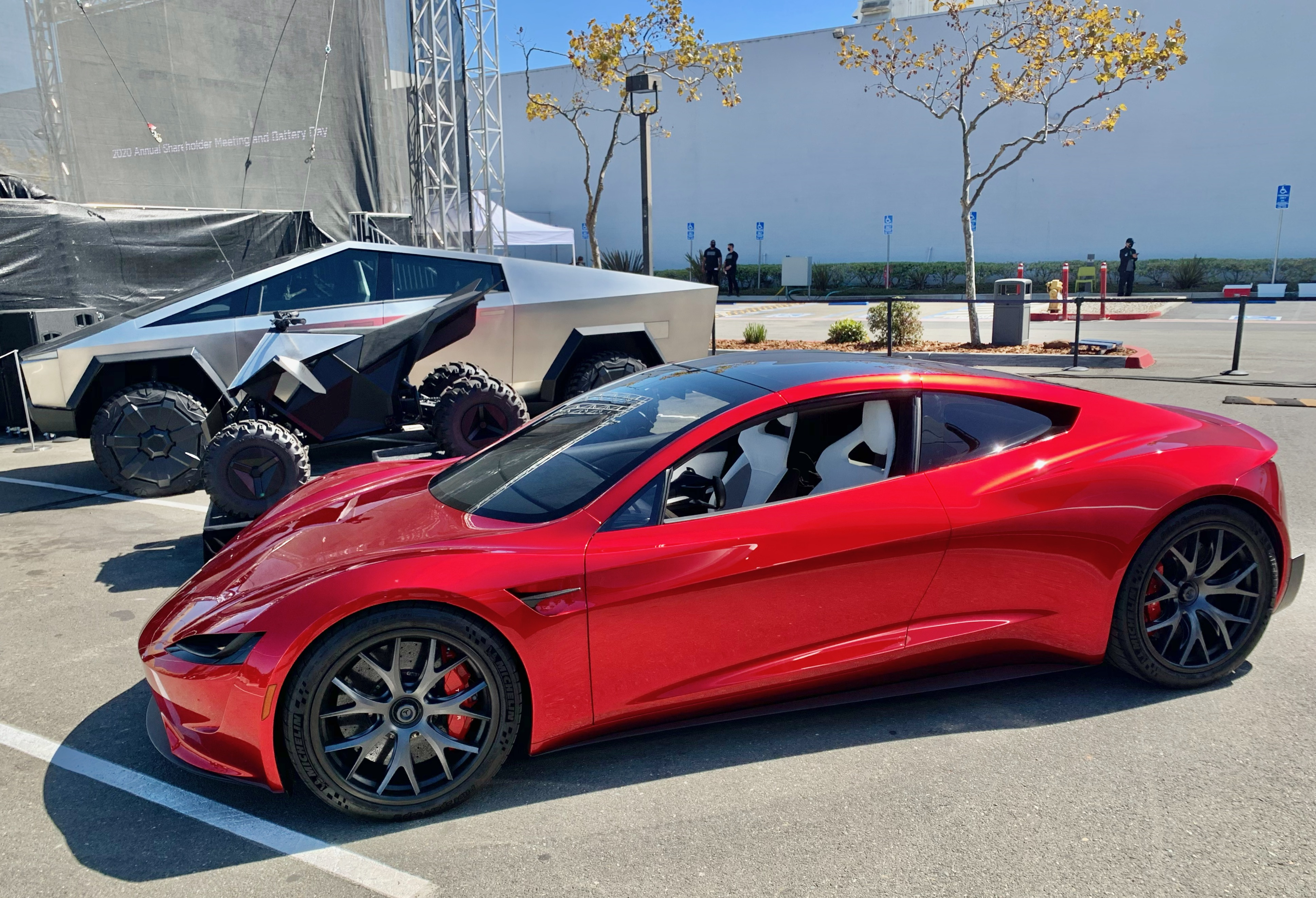
Ein Cyberquad zwischen dem Cybertruck und dem Roadster

Das Tesla Cyberquad ist ein Konzept für ein elektrisches Quad-Geländefahrzeug, das von Tesla, Inc. bei der Enthüllung des Tesla Cybertrucks im November 2019 vorgestellt wurde. Zum Abschluss der Präsentation im Design-Studio des Unternehmens in Hawthorne kündigte Elon Musk „ein weiteres Ding“ an, woraufhin das Quad gezeigt wurde, wie es auf die Rückseite des Cybertrucks geladen wurde. Beobachter haben auf Elemente hingewiesen, die bei der Enthüllung zu sehen waren und darauf hindeuten, dass der Cyberquad durch den Austausch des Motors und der Kunststoffe an einer Yamaha Raptor gebaut wurde.
Das Quad wurde in den Spezifikationen für den Cybertruck erwähnt. Hier heißt es „Platz für Ihre Werkzeugkiste, Reifen und Cyberquad und Anderes“. Einen Tag später twitterte Musk: „Tesla 2 Person electric ATV (All Terrain Vehicle) will come at first as an option for Cybertruck.“ Es gab keine Angaben zum geplanten Verkaufspreis.
Die Marke „Cyberquad“ wurde im November 2019 eingetragen.
Während Teslas 2020 Battery Day Event brachte Musk einen Prototyp des Cyberquads für Investoren mit. Er kündigte an, dass das Cyberquad als optionales Zubehör für den Cybertruck Ende 2021 erhältlich sein würde.
Bis heute (Stand Dezember 2024) gibt es keine Produktion des Tesla Cyberquad und auch keine aktuelle Ankündigungen für einen Produktionsstart.

## Cyberquad for Kids
Während der „Cyber Week“ Anfang Dezember 2021 stellte Tesla ein verkleinertes Geländefahrzeug, das Cyberquad for Kids (Modell 914) vor, das für Kinder konzipiert ist. Die Höchstgeschwindigkeit beträgt 16 km/h. Das Passagiergewicht ist auf 68 kg limitiert. Der Verkaufspreis wurde mit 1900 US-Dollar angekündigt. Das Spielzeug, mit einer Höchstgeschwindigkeit von 16 km/h und einem maximalen zugelassenen Personengewicht von 68 kg, konnte nur von Personen erworben werden, die bereits einen Tesla gekauft oder reserviert hatten.
Am 27. Oktober 2022 wurde das Cyberquad for Kids von der U.S. Consumer Product Safety Commission (USCPSC) zurückgerufen, weil es nicht den Sicherheitsanforderungen für Quads für Jugendliche entsprach.
Das Cyberquad for Kids (Modell 915) wurde im November 2023 mit der Klarstellung, dass es ein Spielzeug und kein Quad ist, wieder zum Kauf angeboten. Die Zielgruppe ist dabei Kinder im Alter von 9 bis 12 Jahren. Im September 2024 lag der Preis in den USA bei 1.650 US-Dollar.